# Distretto di Kalangala
Il distretto di Kalangala è un distretto dell'Uganda, situato nella Regione centrale.